# Братковецька сільська рада
| Братковецька сільська рада — орган місцевого самоврядування у Тисменицькому районі Івано-Франківської області з адміністративним центром у с. Братківці. Сільській раді підпорядковані населені пункти: - с. Братківці |

## Склад ради
Рада складається з 16 депутатів та голови.

### Керівний склад ради
| ПІБ                      | Основні відомості                              | Дата обрання | Дата звільнення |
| ------------------------ | ---------------------------------------------- | ------------ | --------------- |
| Логин Ярослав Васильович | Сільський голова, 1955 року народження, освіта | 26.03.2006   | 31.10.2010      |

Примітка: таблиця складена за даними джерела